# ELEAGUE Major: Boston 2018
O ELEAGUE Major: Boston 2018, também conhecido como ELEAGUE Major 2018 ou Boston 2018, foi o 12º Major de Counter-Strike: Global Offensive e o segundo organizado pela ELEAGUE. A primeira fase ocorreu em Atlanta, nos Estados Unidos, de 12 a 22 de janeiro de 2018, enquanto os playoffs foram realizados na Agganis Arena, em Boston, de 26 a 28 de janeiro de 2018. A competição contou com 24 equipes, já que a ELEAGUE e a Valve decidiram expandir o Major dos tradicionais 16 times.
As 16 equipes do Major anterior, o PGL Major: Kraków 2017, se classificaram diretamente para o Major, enquanto outras oito equipes garantiram vaga por meio de suas respectivas eliminatórias regionais. Boston 2018 foi o quinto Major consecutivo com um prêmio total de US$ 1.000.000 e também o primeiro Major de CS:GO a ser realizado em duas cidades.
A SK Gaming e a Fnatic foram as únicas equipes com o status de Lenda que avançaram para os playoffs e mantiveram esse status. Ambas continuaram suas respectivas sequências de chegada aos playoffs em todos os Majors em que participaram, com a sequência da Fnatic começando no DreamHack Winter 2013 e a da SK Gaming no ESL One Katowice 2015, quando ainda competia como Keyd Stars.  
As equipes que adquiriram o status de Lenda em Boston 2018 foram FaZe Clan, G2 Esports, Natus Vincere, Quantum Bellator Fire, Cloud9 e mousesports.  
A grande final contou com a FaZe Clan, favorita para vencer o torneio, e a Cloud9, a segunda equipe norte-americana a alcançar uma final de Major. A FaZe derrotou a mousesports e a Natus Vincere para chegar à decisão, enquanto a Cloud9 protagonizou duas reviravoltas contra a G2 Esports e a SK Gaming. No fim, a Cloud9 superou a FaZe Clan e se consagrou como a primeira equipe norte-americana a conquistar um Major.  

## Formato
Em 13 de dezembro de 2017, a ELEAGUE anunciou uma reformulação no formato do Major. A qualificatória offline que antecedia o torneio agora passaria a fazer parte dele, sendo renomeada para “Fase dos Desafiadores”. As equipes que participassem dessa etapa passariam a receber adesivos no jogo, além de arrecadarem parte da receita gerada por eles.
As eliminatórias regionais - Américas, Ásia, CEI e Europa - enviaram duas equipes de cada região para a Fase dos Desafiadores, onde competiram contra as oito últimas equipes do Major anterior, Cracóvia 2017. A Fase dos Desafiadores foi disputada no formato suíço e ocorreu em Atlanta, de 19 a 22 de janeiro de 2018.
As oito melhores equipes avançaram para a "Fase das Lendas", que substituiu a antiga "Fase de Grupos" dos Majors anteriores. Nessa fase, também estavam presentes as oito equipes Lendas do Major anterior, totalizando 16 equipes e mantendo a estrutura dos Majors passados. Assim como na Fase dos Desafiadores, a Fase das Lendas utilizou o sistema suíço, com as oito melhores equipes avançando para os playoffs. A fase final, agora chamada “Fase dos Campeões”, seguiu o formato de eliminação única, com partidas disputadas no melhor de três.
Após o primeiro dia de competição, a ELEAGUE e a 100 Thieves, vice-campeões do último Major, anunciaram que a equipe brasileira não participaria devido a problemas de imigração. Para completar as 16 equipes da Fase das Lendas, a ELEAGUE decidiu que uma das três equipes que venceram dois jogos na primeira fase conquistaria uma vaga. As duas equipes que enfrentaram os adversários mais fracos se enfrentariam em uma partida única, e o vencedor desse confronto jogaria contra a equipe que enfrentou os adversários mais difíceis. A dificuldade dos jogos era determinada pelo número de vitórias dos adversários das equipes. Caso a dificuldade fosse a mesma, o desempate seria o confronto direto. Se as equipes nunca tivessem jogado entre si, um sorteio seria realizado.

### Mapas
O conjunto de mapas permaneceu o mesmo da edição anterior, embora a Valve tenha lançado a nova versão da Dust II em outubro de 2017.
| - Cache - Cobblestone - Inferno - Mirage - Nuke - Overpass - Train |

## Equipes
Nomenclaturas dos Seeds
1. "Lendas" (1-8º colocados do Major anterior)
2. "Desafiadores Veteranos" (9-16º colocados do Major anterior)
3. "Desafiadores dos Minors" (Equipes que se classificaram para o Major através das eliminatórias regionais)

| Região                                   | Equipe                             | Método de Qualificação                    | Seed                               |
| Qualificado para a Fase das Lendas       | Qualificado para a Fase das Lendas | Qualificado para a Fase das Lendas        | Qualificado para a Fase das Lendas |
| ---------------------------------------- | ---------------------------------- | ----------------------------------------- | ---------------------------------- |
| Europa                                   | Gambit Esports                     | Campeão do PGL Major: Kraków 2017         | 1                                  |
| Europa                                   | Astralis                           | 3-4º colocado do PGL Major: Kraków 2017   | 1                                  |
| CEI                                      | Virtus.pro                         | 3-4º colocado do PGL Major: Kraków 2017   | 1                                  |
| Europa                                   | Fnatic                             | 5-8º colocado do PGL Major: Kraków 2017   | 1                                  |
| Américas                                 | SK Gaming                          | 5-8º colocado do PGL Major: Kraków 2017   | 1                                  |
| Europa                                   | BIG                                | 5-8º colocado do PGL Major: Kraków 2017   | 1                                  |
| Europa                                   | North                              | 5-8º colocado do PGL Major: Kraków 2017   | 1                                  |
| Qualificado para a Fase dos Desafiadores |                                    |                                           |                                    |
| Américas                                 | Cloud9                             | 9-11º colocado do PGL Major: Kraków 2017  | 2                                  |
| CEI                                      | FlipSid3 Tactics                   | 9-11º colocado do PGL Major: Kraków 2017  | 2                                  |
| Europa                                   | G2 Esports                         | 9-11º colocado do PGL Major: Kraków 2017  | 2                                  |
| CEI                                      | Natus Vincere                      | 12-14º colocado do PGL Major: Kraków 2017 | 2                                  |
| Europa                                   | mousesports                        | 12-14º colocado do PGL Major: Kraków 2017 | 2                                  |
| Europa                                   | Sprout                             | 12-14º colocado do PGL Major: Kraków 2017 | 2                                  |
| Europa                                   | FaZe Clan                          | 15-16º colocado do PGL Major: Kraków 2017 | 2                                  |
| CEI                                      | Vega Squadron                      | 15-16º colocado do PGL Major: Kraków 2017 | 2                                  |
| Europa                                   | Space Soldiers                     | 1º colocado das Eliminatórias Europeias   | 3                                  |
| Europa                                   | Team Envy                          | 2º colocado das Eliminatórias Europeias   | 3                                  |
| Américas                                 | Team Liquid                        | 1º colocado das Eliminatórias Americanas  | 3                                  |
| Américas                                 | Misfits Gaming                     | 2º colocado das Eliminatórias Americanas  | 3                                  |
| CEI                                      | AVANGAR                            | 1º colocado das Eliminatórias da CEI      | 3                                  |
| CEI                                      | Quantum Bellator Fire              | 2º colocado das Eliminatórias da CEI      | 3                                  |
| Ásia-Pacífico                            | Renegades                          | 1º colocado das Eliminatórias Asiáticas   | 3                                  |
| Ásia-Pacífico                            | Flash Gaming                       | 2º colocado das Eliminatórias Asiáticas   | 3                                  |

## Fase dos Desafiadores
A fase dos Desafiadores ocorreu de 12 a 15 de janeiro. A fase dos Desafiadores, também conhecida como fase Preliminar e anteriormente conhecida como classificatória off-line, foi um torneio suíço de dezesseis equipes.
| Pos. | Equipe                | V | D | RV | RD | DR  | Qualificação                       |
| ---- | --------------------- | - | - | -- | -- | --- | ---------------------------------- |
| 1    | Cloud9                | 3 | 0 | 48 | 21 | +27 | Qualificado para a Fase das Lendas |
| 2    | G2 Esports            | 3 | 1 | 51 | 32 | +19 | Qualificado para a Fase das Lendas |
| 3    | FaZe Clan             | 3 | 1 | 54 | 40 | +14 | Qualificado para a Fase das Lendas |
| 4    | Vega Squadron         | 3 | 1 | 64 | 53 | +11 | Qualificado para a Fase das Lendas |
| 5    | Space Soldiers        | 3 | 2 | 62 | 55 | +7  | Qualificado para a Fase das Lendas |
| 6    | mousesports           | 3 | 2 | 70 | 53 | +17 | Qualificado para a Fase das Lendas |
| 7    | Natus Vincere         | 3 | 2 | 54 | 48 | +6  | Qualificado para a Fase das Lendas |
| 8    | Quantum Bellator Fire | 3 | 2 | 62 | 63 | -1  | Qualificado para a Fase das Lendas |
| 9    | Team Liquid           | 2 | 3 | 65 | 72 | -7  | Qualificado para a Repescagem      |
| 10   | Renegades             | 2 | 3 | 64 | 64 | 0   | Qualificado para a Repescagem      |
| 11   | AVANGAR               | 2 | 3 | 59 | 68 | -9  | Qualificado para a Repescagem      |
| 12   | Sprout                | 1 | 3 | 34 | 59 | -25 | Eliminado                          |
| 13   | Team Envy             | 1 | 3 | 45 | 61 | -16 | Eliminado                          |
| 14   | Misfits Gaming        | 1 | 3 | 47 | 52 | -5  | Eliminado                          |
| 15   | Flash Gaming          | 0 | 3 | 37 | 48 | -11 | Eliminado                          |
| 16   | FlipSid3 Tactics      | 0 | 3 | 21 | 48 | -27 | Eliminado                          |

### Repescagem
|  | Semifinal | Semifinal | Semifinal |  |  | Final       | Final       | Final |
|  |           |           |           |  |  |             |             |       |
|  |           |           |           |  |  | Team Liquid | Team Liquid | 19    |
|  | Renegades | Renegades | 10        |  |  | AVANGAR     | AVANGAR     | 15    |
|  | AVANGAR   | AVANGAR   | 16        |  |  |             |             |       |

## Fase das Lendas
A Fase das Lendas, anteriormente conhecida como Fase de Grupos, usou o mesmo formato da Fase dos Desafiadores. Ela foi realizada de 19 a 22 de janeiro. 
| Pos. | Equipe                | V | D | RV | RD | DR  | Qualificação                         |
| ---- | --------------------- | - | - | -- | -- | --- | ------------------------------------ |
| 1    | G2 Esports            | 3 | 0 | 48 | 20 | +28 | Qualificado para a Fase dos Campeões |
| 2    | FaZe Clan             | 3 | 0 | 48 | 23 | +25 | Qualificado para a Fase dos Campeões |
| 3    | Natus Vincere         | 3 | 1 | 53 | 33 | +20 | Qualificado para a Fase dos Campeões |
| 4    | SK Gaming             | 3 | 1 | 60 | 51 | +9  | Qualificado para a Fase dos Campeões |
| 5    | Quantum Bellator Fire | 3 | 1 | 55 | 49 | +6  | Qualificado para a Fase dos Campeões |
| 6    | mousesports           | 3 | 2 | 74 | 50 | +24 | Qualificado para a Fase dos Campeões |
| 7    | Cloud9                | 3 | 2 | 69 | 49 | +20 | Qualificado para a Fase dos Campeões |
| 8    | Fnatic                | 3 | 2 | 63 | 48 | +15 | Qualificado para a Fase dos Campeões |
| 9    | Space Soldiers        | 2 | 3 | 71 | 69 | +2  | Eliminado                            |
| 10   | Gambit Esports        | 2 | 3 | 60 | 69 | -9  | Eliminado                            |
| 11   | Vega Squadron         | 2 | 3 | 42 | 70 | -28 | Eliminado                            |
| 12   | Team Liquid           | 1 | 3 | 45 | 53 | -8  | Eliminado                            |
| 13   | Astralis              | 1 | 3 | 32 | 62 | -30 | Eliminado                            |
| 14   | BIG                   | 1 | 3 | 30 | 60 | -30 | Eliminado                            |
| 15   | North                 | 0 | 3 | 36 | 48 | -16 | Eliminado                            |
| 16   | Virtus.pro            | 0 | 3 | 16 | 48 | -32 | Eliminado                            |

## Fase dos Campeões
A Fase dos Campeões é uma chave de eliminação única melhor de três. Em caso de empate as equipes jogam a prorrogação até que o vencedor seja decidido. Essa etapa foi realizada na Agganis Arena entre 26 e 28 de janeiro.  

### Esquema
|  | Quartas de final | Quartas de final      | Quartas de final | Quartas de final | Quartas de final | Quartas de final |    |               | Semifinais | Semifinais | Semifinais | Semifinais | Semifinais | Semifinais |  |  | Final | Final     | Final | Final | Final | Final |
|  |                  |                       |                  |                  |                  |                  |    |               |            |            |            |            |            |            |  |  |       |           |       |       |       |       |
|  | 2                | FaZe Clan             | 19               | 16               | –                | 2                |    |               |            |            |            |            |            |            |  |  |       |           |       |       |       |       |
|  | 6                | mousesports           | 16               | 9                | –                | 0                |    |               |            |            |            |            |            |            |  |  |       |           |       |       |       |       |
|  | 6                | mousesports           | 16               | 9                | –                | 0                |    | 2             | FaZe Clan  | 16         | 16         | –          | 2          |            |  |  |       |           |       |       |       |       |
|  |                  |                       |                  |                  |                  |                  |    | 2             | FaZe Clan  | 16         | 16         | –          | 2          |            |  |  |       |           |       |       |       |       |
|  |                  | 3                     | Natus Vincere    | 9                | 7                | –                | 0  |               |            |            |            |            |            |            |  |  |       |           |       |       |       |       |
|  | 3                | 3                     | Natus Vincere    | 9                | 7                | –                | 0  | Natus Vincere | 16         | 16         | –          | 2          |            |            |  |  |       |           |       |       |       |       |
|  | 3                |                       |                  |                  |                  |                  |    | Natus Vincere | 16         | 16         | –          | 2          |            |            |  |  |       |           |       |       |       |       |
|  | 5                | Quantum Bellator Fire | 4                | 7                | –                | 0                |    |               |            |            |            |            |            |            |  |  |       |           |       |       |       |       |
|  |                  |                       |                  |                  |                  |                  |    |               |            |            |            |            |            |            |  |  | 2     | FaZe Clan | 16    | 10    | 19    | 1     |
|  |                  |                       | 7                | Cloud9           | 14               | 16               | 22 | 2             |            |            |            |            |            |            |  |  |       |           |       |       |       |       |
|  | 1                | G2 Esports            | 8                | 7                | –                | 0                |    |               |            |            |            |            |            |            |  |  |       |           |       |       |       |       |
|  | 7                | Cloud9                | 16               | 16               | –                | 2                |    |               |            |            |            |            |            |            |  |  |       |           |       |       |       |       |
|  | 7                | Cloud9                | 16               | 16               | –                | 2                |    | 7             | Cloud9     | 16         | 8          | 16         | 2          |            |  |  |       |           |       |       |       |       |
|  |                  |                       |                  |                  |                  |                  |    | 7             | Cloud9     | 16         | 8          | 16         | 2          |            |  |  |       |           |       |       |       |       |
|  |                  | 4                     | SK Gaming        | 3                | 16               | 9                | 1  |               |            |            |            |            |            |            |  |  |       |           |       |       |       |       |
|  | 4                | 4                     | SK Gaming        | 3                | 16               | 9                | 1  | SK Gaming     | 19         | 16         | 16         | 2          |            |            |  |  |       |           |       |       |       |       |
|  | 4                |                       |                  |                  |                  |                  |    | SK Gaming     | 19         | 16         | 16         | 2          |            |            |  |  |       |           |       |       |       |       |
|  | 8                | Fnatic                | 22               | 14               | 12               | 1                |    |               |            |            |            |            |            |            |  |  |       |           |       |       |       |       |

## Classificação Geral
As colocações finais são mostradas abaixo. O capitão de cada equipe é mostrado primeiro.
| Colocação | Premiação  | Equipe                | Classificado para:                   | Elenco                                         | Treinador |
| --------- | ---------- | --------------------- | ------------------------------------ | ---------------------------------------------- | --------- |
| 1º        | US$500,000 | Cloud9                | Londres 2018 (Fase das Lendas)       | tarik, autimatic, RUSH, Skadoodle, Stewie2K    | valens    |
| 2º        | US$150,000 | FaZe Clan             | Londres 2018 (Fase das Lendas)       | karrigan, GuardiaN, NiKo, olofmeister, rain    | RobbaN    |
| 3º – 4º   | US$70,000  | Natus Vincere         | Londres 2018 (Fase das Lendas)       | Zeus, Edward, s1mple, electronic, flamie       | kane      |
| 3º – 4º   | US$70,000  | SK Gaming             | Londres 2018 (Fase das Lendas)       | FalleN, coldzera, felps, fer, TACO             | dead      |
| 5º – 8º   | US$35,000  | Fnatic                | Londres 2018 (Fase das Lendas)       | Golden, flusha, JW, KRiMZ, Lekr0               | Jumpy     |
| 5º – 8º   | US$35,000  | G2 Esports            | Londres 2018 (Fase das Lendas)       | shox, apEX, bodyy, kennyS, NBK-                | SmithZz   |
| 5º – 8º   | US$35,000  | mousesports           | Londres 2018 (Fase das Lendas)       | chrisJ, oskar, ropz, STYKO, suNny              | lmbt      |
| 5º – 8º   | US$35,000  | Quantum Bellator Fire | Londres 2018 (Fase das Lendas)       | waterfaLLZ, balblna, Boombl4, jmqa, Kvik       | iksou     |
| 9º – 11º  | US$8,750   | Gambit Esports        | Londres 2018 (Fase dos Desafiadores) | Dosia, AdreN, fitch, HObbit, mou               | Andi      |
| 9º – 11º  | US$8,750   | Space Soldiers        | Londres 2018 (Fase dos Desafiadores) | MAJ3R, Calyx, ngiN, paz, XANTARES              | hardstyle |
| 9º – 11º  | US$8,750   | Vega Squadron         | Londres 2018 (Fase dos Desafiadores) | jR, chopper, hutji, keshander, mir             | Fierce    |
| 12º – 14º | US$8,750   | Astralis              | Londres 2018 (Fase dos Desafiadores) | gla1ve, dev1ce, dupreeh, Kjaerbye, Xyp9x       | zonic     |
| 12º – 14º | US$8,750   | BIG                   | Londres 2018 (Fase dos Desafiadores) | gob b, keev, nex, tabseN, LEGIJA               | kakafu    |
| 12º – 14º | US$8,750   | Team Liquid           | Londres 2018 (Fase dos Desafiadores) | zews, ELiGE, jdm64, nitr0, Twistzz             | –         |
| 15º – 16º | US$8,750   | North                 | Londres 2018 (Fase dos Desafiadores) | MSL, aizy, cajunb, k0nfig, valde               | ruggah    |
| 15º – 16º | US$8,750   | Virtus.pro            | Londres 2018 (Fase dos Desafiadores) | TaZ, byali, NEO, pashaBiceps, Snax             | kuben     |
| 17º       | –          | AVANGAR               | –                                    | Jame, buster, dimasick, KrizzeN, qikert        | dastan    |
| 18º       | –          | Renegades             | –                                    | Nifty, AZR, jks, USTILO, NAF                   | kassad    |
| 19º – 21º | –          | Misfits Gaming        | –                                    | seang@res, ShahZaM, SicK, AmaNeK, devoduvek    | –         |
| 19º – 21º | –          | Sprout Esports        | –                                    | kRYSTAL, denis, Spiidi, innocent, zehN         | tow b     |
| 19º – 21º | –          | Team EnVyUs           | –                                    | Happy, Rpk, SIXER, xms, ScreaM                 | maLeK     |
| 22º – 23º | –          | Flash Gaming          | –                                    | karsa, AttackeR, LOVEYY, Summer, kaze          | z8z       |
| 22º – 23º | –          | FlipSid3 Tactics      | –                                    | B1ad3, markeloff, seized, WorldEdit, wayLander | –         |
| DQ        | –          | 100 Thieves           | –                                    | BIT, fnx, HEN1, kNgV-, LUCAS1                  | bLecker   |